# Джак Холт
Чарлз Джон Холт-младши (на английски: Charles John Holt, Jr.) е американски филмов актьор, известен с ролите си както в неми филми, така и във филми със звук, особено уестърни. Един от основателите на Академията за филмово изкуство и наука.

## Биография
Холт е роден на 31 май 1888 г. в квартал Фордъм в Бронкс, Ню Йорк, като син на епископален свещеник в църквата Сейнт Джеймс. През 1909 г. постъпва във Вирджинския военен институт, но е изключен за лошо поведение през втория си семестър там.
След смъртта на бащата на Холт семейството се премества в Ню Йорк, където Джак, майка му и брат му Маршал живеят с омъжената им сестра Франсис.
Холт работи на различни места, включително в строителството на тунела на пенсилванската железопътна линия под река Хъдсън. По време на почти шестгодишен престой в Аляска работи и като геодезист, работник, златотърсач, трапер, шофьор на дилижанс и др.
Холт е възпрепятстван да служи в Първата световна война поради „хронични проблеми с краката“ – резултат от измръзване по време на престоя му в Аляска. На 28 януари 1943 г. се явява на служба с чин капитан в армейския интендантски корпус. Започва обучение във Форт Франсис Е. Уорън.

### Филмова кариера
Холт започва да работи в Холивуд като каскадьор и с малки роли в сериали. В „Юнивърсъл Пикчърс“ работи като поддържащ актьор на Франсис Форд, брат му Джон Форд и Грейс Кънард.
В своя филмов дебют от 1914 г. – Salomy Jane – Холт язди кон по стръмен насип, влизайки в Руската река. При каскадата чупи няколко ребра, а конят е контузен толкова лошо, че се налага да бъде умъртвен. Филмът, който е смятан за изгубен в продължение на години, е включен в издадената през 2011 г. на DVD антология Treasures 5 The West 1898 – 1938 на Националната фондация за опазване на филми, след като копие от него е открито в Австралия.
Джак Холт става най-надеждният водещ актьор на „Кълъмбия Пикчърс“ и постига личен успех в три екшън драми на Франк Капра: „Подводница“ (1928), „Полет“ (1929) и „Дирижабъл“ (1931). Постепенно е заменен от по-млади актьори като Джеймс Кагни и Честър Морис, въпреки че все още са му поверявани главни роли на корав човек със златно сърце. В два филма от средата на 30-те години на ХХ век, „Водовъртеж“ и The Defense Rets, Холт си партнира с многообещаващата млада актриса Джийн Артър.
През 1941 г. Холт напуска „Кълъмбия“ и започва да работи на свободна практика в други студиа, като често се появява в сцени на открито и уестърни.

### Личен живот
Холт се жени за разведената Маргарет Ууд през 1918 г. Тя получава развод в Мексико през 1932 г., но на 9 януари 1940 г. съдия в Лос Анджелис постановява, че разводът ѝ е бил невалиден. Баща ѝ, магнатът Хенри Мортън Стенли-Ууд, се отрича от нея, защото се омъжва за актьор; по-късно се сдобряват, когато той губи повечето си пари по време на Голямата депресия. Когато се омъжва за Холт, Маргарет вече има една дъщеря; с Джон Холт има син Чарлз Джон Холт III и дъщеря Елизабет Маршал Холт, по-известни съответно като Тим и Дженифър. И двете деца на Холт стават актьори в уестърни и създават собствени филмови кариери.

### Смърт
Холт умира през 1951 г. от инфаркт на 62 години. Погребан е в Националното гробище в Лос Анджелис.

## Принос
За приноса си към филмовата индустрия Холт получава звезда на Холивудската алея на славата на Холивуд Булевард 6313-½.
Маргарет Мичъл, въпреки че няма думата в кастинга за „Отнесени от вихъра“ (1939), изразява предпочитанието си Джак Холт да играе ролята на Рет Бътлър, защото нейният личен фаворит, Шарл Боайе, има френски акцент.

## Избрана филмография
- Salomy Jane (1914) като самотен каубой
- Victory (1919)
- Crooked Streets (1920)
- Midsummer Madness (1920)
- Ducks and Drakes (1921)
- After the Show (1921)
- On the High Seas (1922)
- Hollywood (1923) като себе си
- The Cheat (1923)
- The Marriage Maker (1923)
- Wanderer of the Wasteland (1924)
- North of 36 (1924)
- Eve's Secret (1925)
- The Ancient Highway (1925)
- The Vanishing Pioneer (1928)
- Court-Martial (1928)
- The Border Legion (1930)
- A Dangerous Affair (1931)
- The Littlest Rebel (1935)
- End of the Trail (1936)
- North of Nome (1936)
- Making the Headlines (1938)
- Reformatory (1938)
- „Хората-котки“ (1942)
- „Приемливи загуби“ (1945)
- The Wild Frontier (1947)
- King of the Bullwhip (1950)